# Calamus scipionum
Calamus scipionum är en enhjärtbladig växtart som beskrevs av João de Loureiro. Calamus scipionum ingår i släktet Calamus och familjen Arecaceae. Inga underarter finns listade i Catalogue of Life.